# Bečki internacionalni centar
Bečki internacionalni centar (engl. Vienna International Centre, VIC) je kampus i kompleks zgrada koje čine administrativni centar brojnih međunarodnih organizacija u Beču među kojima je i kancelarija Organizacije ujedinjenih nacija (UNOV), jedno od četiri glavna sedišta OUN-a.
Bečki internacionalni centar zajedno sa Austrija centrom čini takozvani UNO-City kompleks smešten u 22. bečkom okrugu. On je sagrađen u periodu od 1973. do 1979. godine od strane Republike Austrije i grada Beča. Na korišćenje je međutim ponuđen već pre početka izgradnje i to 1967. godine Organizaciji ujedinjenih nacija koja ga je zakupila po simboličnoj ceni od 7 evrocenti godišnje (do 2001: 1 šiling) na 99 godina.

## Spoljašnje veze
- [http://www.conference-c2.com/